# Hans van der Laan

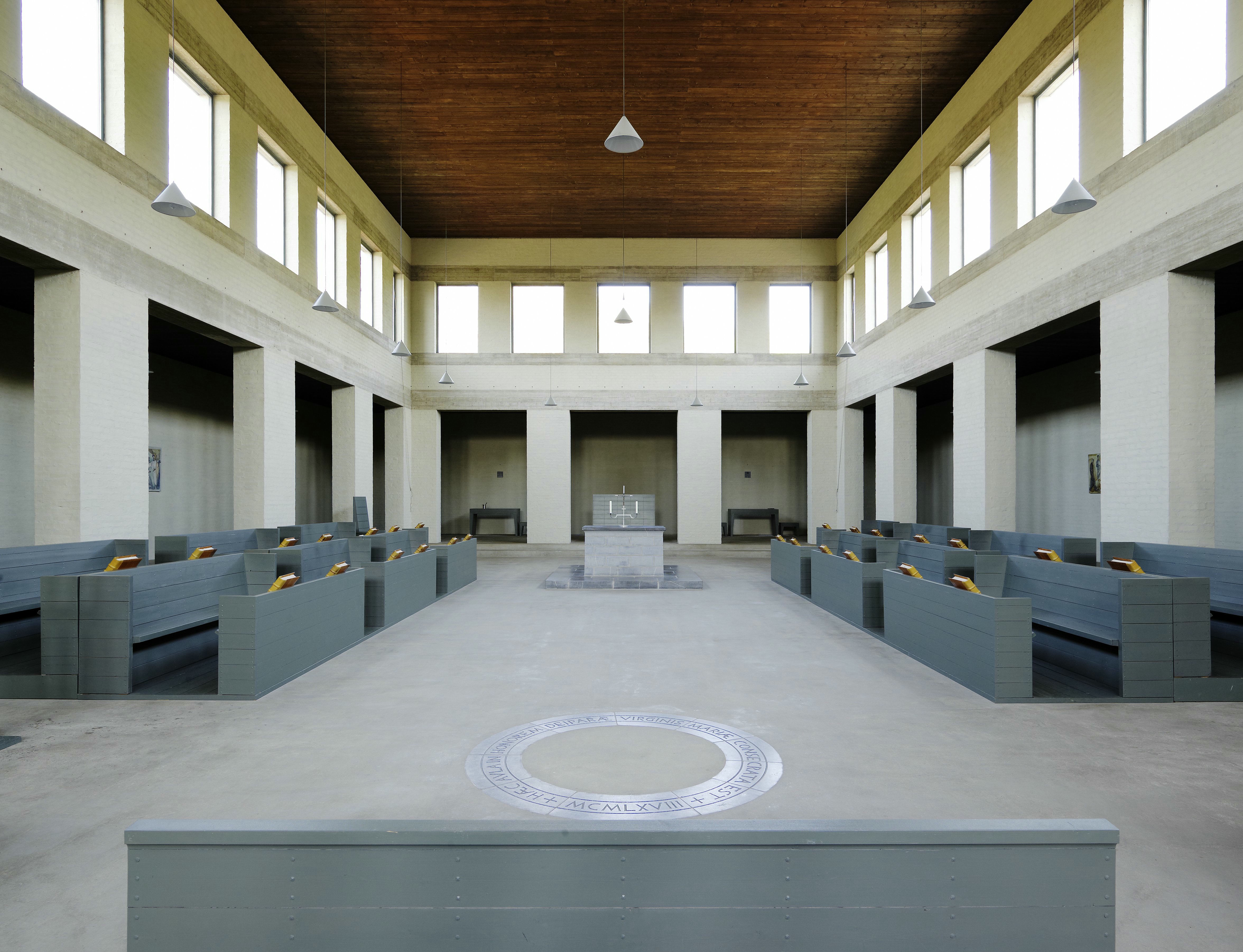
Interior de la Iglesia de la Abadía de Sint Benedictusberg.

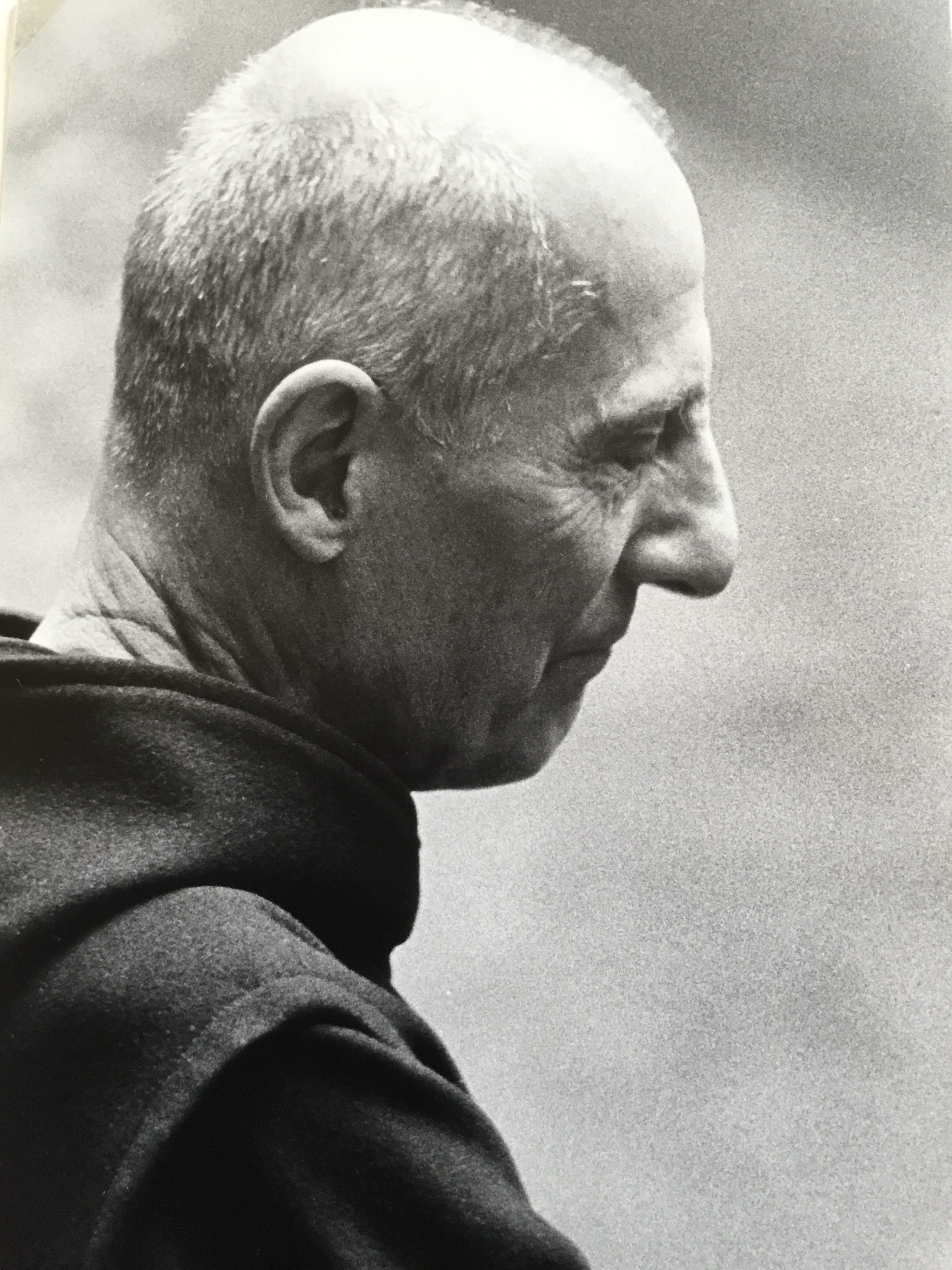
Dom Hans van der Laan

Dom Hans van der Laan (Leiden, Países Bajos, 29 de diciembre de 1904 –  Vaals, Países Bajos,19 de agosto de 1991) fue un arquitecto y monje benedictino neerlandés, figura principal de la Escuela de Bossche. Su teoría sobre las proporciones numéricas en la naturaleza, en particular en arquitectura, basadas en el "número plástico", fueron muy influyentes. Puede ser considerado afín intelectualmente a la segunda generación de "De Groep".

## Biografía
Van der Laan fue el noveno de los once hijos del matrimonio del arquitecto Leo van der Laan (1864–1942), de Leiden, con Anna Stadhouder (1871–1941). Sus hermanos Jan van der Laan y Nico van der Laan también fueron arquitectos. A los diecisiete años fue diagnosticado de tuberculosis, lo que le marcó esta primera edad. Esta enfermedad retrasó su ingreso a la universidad, pero aprovechó el año que tuvo que reposar en el sanatorio para estudiar matemáticas avanzadas, lo que le supuso no tener que realizar los cursos elementales de matemáticas en la universidad.
Estudió arquitectura de 1923 a 1926 en la Technische Universiteit Delft, donde el arquitecto M.J. Granprè Molière era entonces la figura dominante. Granpré Molière consideraba que la arquitectura estaba inseparablemente unida a su fe católica, concepto con el cual Van der Laan no estaba de acuerdo. Finalmente Van der Laan abandonó sus estudios en 1927, sin completarlos, y se trasladó a la Abadía de St. Paul, en Oosterhout, para convertirse en monje benedictino. Fue ordenado sacerdote en 1934. Más tarde vivió en la abadía de St. Benedictusberg en Mamelis, cerca de Vaals. Como sacristán se interesó por los objetos litúrgicos y desarrolló diseños tanto para los objetos como para el mobiliario y las vestiduras religiosas. Siguió desarrollando también su interés por la arquitectura.
Después de la Segunda Guerra Mundial, Van der Laan, con su hermano Nico, dirigió un curso de arquitectura religiosa en Kruithuis, en Bolduque ('s-Hertogenbosch), basándose en la basílica paleocristiana como ejemplo para preparar a los arquitectos en la reconstrucción  de iglesias católicas, monasterios y también de edificios seculares  tras la Segunda Guerra Mundial. De estos cursos surgió la Escuela de Bossche, nombre que recibieron de los opositores a sus ideas.

## Obra arquitectónica
Van der Laan diseñó solo unos pocos edificios, en su mayoría religiosos, y no todos se realizaron. En Helmond construyó con su hermano la Capilla octogonal de San José (1948). La iglesia de la abadía de St. Benedictusberg (1967) en Mamelis (cerca de Vaals) es su obra ejecutada más conocida. Su diseño para la biblioteca del mismo monasterio fue galardonado con el Premio de Arquitectura de Limburgo en 1989. La cripta, la sacristía y un patio o atrio también fueron diseñados por él. (El resto de los edificios de esta abadía  datan de la década de 1920 y no son diseño suyo). 
En Bélgica construyó en Waasmunster la Abadía de Roosenberg para las Hermanas de María (1975), así como la casa madre en el mismo lugar (desde 1978), y la iglesia del Inmaculado Corazón de María ("Onbevlekt Hart van Maria") en Wijnberg, en Wevelgem. En Best, de los Países Bajos, se construyó la casa Naalden, una casa con patio según sus diseños (1981). El último trabajo que se ejecutó a partir de sus diseños fue el monasterio de las monjas benedictinas de Tomelilla en el sur de Suecia (terminado en gran parte en 1995).

### Relación de obras arquitectónicas
- Capilla de San Salvator en Baarle-Nassau, Países Bajos, 1929-1930
- Pabellón de invitados en la abadía Benedictina de en Oosterhout, Países Bajos,1938
- Capilla de San José en Helmond, Países Bajos, 1948
- Abadía de Saint Benedictusberg en Mamelis en Vaals, capilla, biblioteca y otras dependencias, Países Bajos, 1956–1968
- Iglesia de Onbevlekt Hart van Maria (Sagrado Corazón de María) en Wijnberg, Wevelgem, Bélgica, 1963-1969
- Abadía de Roosenberg en Waasmunster, Bélgica, 1972–1974[5]
- Casa de Jos Naalden en Best, Países Bajos, 1972–1982
- Iglesia de Bethlehem en Breda, Países Bajos, 1977–1979
- Monasterio Benedictino en Tomelilla, Suecia, 1986–1991

## Obra teórica
Desarrolló una teoría de las relaciones numéricas de la naturaleza basada en el "número plástico", una expresión tridimensional de la proporción áurea. De acuerdo con Beekhof, 
"no sólo escribió una teoría refrescante, sino que la verificó también en varias obras importantes y sorprendentes, que lo colocaron en un lugar destacado en la arquitectura contemporánea".
Él consideraba que esta proporción se extiende a toda la creación, y aplicó su conocimiento no sólo a la arquitectura, sino también a muchas otras expresiones creativas como las vestiduras y objetos religiosos, el mobiliario y la tipografía. Para ilustrar sus ideas sobre las relaciones numéricas se sirvió de dos modelos didácticos desarrollados por él mismo: el "ábaco arquitectónico", para formas bidimensionales, y la "morfoteca", para formas  y tridimensionales. Explicó la teoría en diversos textos:

### Relación de obras teóricas
- Het Plastische getal. Brill, Leiden 1967
- De architectonische ruimte. Brill, Leiden 1977 (disponible en inglés como: "Architectonic Space";[7] y en español como "El Espacio Arquitectónico" traducido por Willem Beekhof)[8]
- Het Vormenspel der liturgie. Brill, Leiden 1985
- The Play of forms. Brill, Leiden 2005[9]
- Architectuur, Modellen en Meubels. Abdij Sint Benedictusberg. 1982.